# Peermusic Classical Europe
Die Peermusic Classical GmbH mit Sitz in Hamburg ist als selbständiges Tochterunternehmen der internationalen Verlagsgruppe peermusic ein Musikverlag mit Schwerpunkt Zeitgenössische Musik. 

## Geschichte und Bedeutung
Sie wurde am 1. Oktober 2008 gegründet und ging hervor aus der Niederlassung in Hamburg für den europaweiten Vertrieb des Peermusic Classical Kataloges, die seit 1961 bestand. Das Mutterhaus peermusic, gegründet 1928 von Ralph S. Peer in New York und seit 1980 in zweiter Generation von seinem Sohn Chairman Ralph Peer II geführt, verfügt über einen Katalog mit über 600.000 Copyrights aller Stilrichtungen, die von 35 Niederlassungen in 30 Ländern vermarktet werden. Die Klassikabteilung wurde 1948 in New York als Concert Music Division ins Leben gerufen. Über 3.000 Werke, darunter Klassiker der Moderne wie Charles Ives, Heitor Villa Lobos, Morten Lauridsen und Silvestre Revueltas, sind hier verlegt. Die Hamburger Klassik-Abteilung, eines der weltgrößten unabhängigen Musikverlage erhielt mit der Gründung der GmbH 2008 eine eigenständige Unternehmensstruktur. Geführt wurde die neue Firma zunächst von Reinhard Flender, der die Konzertmusik-Abteilung bei peermusic Hamburg bereits seit 1987 leitete; in seiner fast 25-jährigen verlegerischen Tätigkeit erweiterte er das Repertoire des Verlags durch die Veröffentlichung von über 700 neuen Werken. Seit Januar 2015 ist Judith Coley als General Managerin für das operative Geschäft des Verlags verantwortlich. Zeitgleich übernahm Bill Gorjance als Managing Director die Geschäftsleitung, zusätzlich zu seiner Position als Peermusic CFO und Vice President Peermusic Classical New York und Hamburg.

## Bedeutende Komponisten und Verlagsaktivitäten
Der Verlag setzt sich insbesondere für die zeitgenössischen Komponisten Stefan Wolpe, Mathias Spahlinger, Elmar Lampson und Tobias PM Schneid ein und initiierte zahlreiche CD-Produktionen ihrer Werke. Ein Schwerpunkt der Verlagsarbeit ist seit 2003 die Edition des umfangreichen Werks des polnisch-russischen Komponisten Mieczysław Weinberg. Ein Höhepunkt der Weinberg-Renaissance war die Uraufführung seiner Oper Die Passagierin auf den Bregenzer Festspielen 2010, der mittlerweile viele internationale Produktionen folgten. Darüber hinaus ist Peermusic Classical Europe insbesondere in Ländern aktiv, die über eine weniger ausgeprägte eigene Verlagslandschaft verfügen, so dass Werke des türkischen Komponisten Ahmed Adnan Saygun, des israelischen Komponisten Gideon Lewensohn oder des Niederländers Theo Loevendie regelmäßig bei Peermusic Classical veröffentlicht werden. Als Subverleger der Klassikwerke der Peer International Corporation und des Israel Music Institute (seit 1998) vertritt Peermusic Classical über 400 Komponisten aus 50 Nationen und zählt somit zu den bedeutendsten Katalogen der Musik des 20/21. Jahrhunderts.